# Comuna de Bolesławiec
Bolesławiec (polaco: Gmina Bolesławiec) é uma gminy (comuna) na Polónia, na voivodia de Lodz e no condado de Wieruszowski. A sede do condado é a cidade de Bolesławiec.
De acordo com os censos de 2004, a comuna tem 4147 habitantes, com uma densidade 64,2 hab/km².

## Área
Estende-se por uma área de 64,58 km², incluindo:
- área agricola: 76%
- área florestal: 19%

## Demografia
Dados de 30 de Junho 2004:
|                      | Total   | Total | Mulheres | Mulheres | Homens  | Homens |
| -------------------- | ------- | ----- | -------- | -------- | ------- | ------ |
|                      | pessoas | %     | pessoas  | %        | pessoas | %      |
| População            | 4147    | 100   | 2037     | 49,1     | 2110    | 50,9   |
| Densidade (pop./km²) | 64,2    | 100   | 31,5     | 31,5     | 32,7    | 32,7   |

De acordo com dados de 2002, o rendimento médio per capita ascendia a 1439,23 zł.

## Comunas vizinhas
- Byczyna, Czastary, Łęka Opatowska, Łubnice, Wieruszów